# Napad na otok Tybee
25. marca 1776 je Archibald Bulloch, vojaški poveljnik patriotov v Provinci Georgija, vodil sile več deset milice, skupaj s približno 30 pripadiniki plemena Creek, izvedel vojaški napad na otok Tybee, Georgia, ki je bil pod britanskim nadzorom, med ameriško revolucionarno vojno. Glavni cilj napada je bil ujeti pobegle sužnje, ki so pobegnili na otok in iskali zatočišče pri Britancih. V napadu so ujeli približno ducat pobeglih sužnjev, skupaj z več belimi lojalisti in enim britanskim marincem.
Konec leta 1775, po izdaji Dunmorejeve razglasitve, se je veliko število sužnjev v trinajstih kolonijah začelo zatekati k Britancem. V provinci Južna Karolina se jih je veliko zbralo na Sullivanovem otoku, ki ga je varovala britanska flota. Vendar pa je decembra istega leta patrioti, ki so se bali te skupnosti, napadli otok. V provinci Georgia se je podobna situacija dogajala na otoku Tybee, ki se nahaja ob ustju reke Savannah dolvodno od pristaniškega mesta Savannah, Georgia, kjer se je po ocenah zbralo več sto sužnjev. Medtem, ko je bil nameščen v Savannahi, je Stephen Bull, polkovnik v kontinentalni vojski iz Južne Karoline, pisal Henryju Laurensu, lokalnemu vodji patriotov v Južni Karolini, da bi razpravljal o napadu na otok Tybee, podobnem tistemu, ki se je zgodil na otoku Sullivan. V njuni korespondenci je Bull predlagal ujetje pobeglih sužnjev in pokol vseh, ki jih ne bi mogli ujeti. Laurens je podprl načrt, ki je bil zaradi občutljive narave vojaške operacije večinoma skrit.
Napad je bil za patriotske sile večinoma uspešen, edina žrtev na njihovi strani pa je bil Indijanec Creek, ki je bil ubit med pijanim pretepom z pripadnikom milice. Medtem je bilo na britanski strani ubitih več ljudi. Predvsem zaradi pomanjkanja primarnih virov o napadu zgodovinarji niso prepričani ali se je predlagani pokol sploh zgodil, saj nekateri ugibajo, da so pobegli sužnji do napada večinoma že zapustili otok. Takoj po napadu so se Britanci, nameščeni v bližini Savannaha, strinjali z izmenjavo ujetnikov. Glede širšega trenda pobeglih sužnjev, ki so iskali zatočišče pri Britancih, je več zgodovinarjev poudarilo vlogo, ki jo je to imelo pri prepričevanju domoljubov k iskanju neodvisnosti od Velike Britanije, pri čemer se v ustavi zvezne države Južna Karolina in Deklaracija o neodvisnosti Združenih držav (obe ratificirani po napadu leta 1776) sklicujeta na upor sužnjev, ki jih je podpirala Velika Britanija.